# Олигоклаз
Олигокла́з (от др.-греч. ὀλίγος «малый, незначительный» + κλάσις «перелом») — породообразующий минерал из подгруппы плагиоклазов группы полевых шпатов. Представляет собой изоморфную смесь из 10−30 % анортита CaAl2Si2O8 и 70−90 % альбита NaAlSi3O8.

## Описание
Олигоклаз — Солнечный камень[прояснить]. Минералоги находят олигоклаз в составе многих горных пород. Благодаря олигоклазу некоторые сорта гранита, будучи отполированными до стеклянного блеска, удивляют благородством голубоватого отсвета. Колотый гранит, в составе которого имеется олигоклаз, напоминает камень, покрытый инеем. Солнечный камень сверкает красноватым цветом из-за включений гематита.

## Применение
Олигоклаз — не очень известный в ювелирной отрасли минерал, но в ювелирном деле используется под названиями лунного камня и солнечного камня.
На западном рынке время от времени появляются зеленоватые олигоклазы, ограненные фасеточно.
В России подобные камни малопопулярны из-за достаточно высокой цены.